# صالح بن حسن بن مهنا أبا الخيل
صالح بن حسن بن مهنا أبا الخيل استقر في الكويت بعد هروبه مع اسرته من حائل عام 1317 هجرية ولجأو إلى الشيخ مبارك الصباح حاكم الكويت، وكانوا مقيمين في حائل أسرى بعد معركة المليداء وانتصار الأمير محمد بن رشيد عام 1308 هجرية، بعث لهم الملك عبدالعزيز في الكويت هم واسرة ال سليم أمراء عنيزة يحثهم جميعا على التوجه اليه لاستعادة امارتهم، وكانوا من قبل قد شاركوا في معركة الصريف، التي انتصر فيها الأمير عبدالعزيز المتعب الرشيد على قوات الشيخ مبارك الصباح أمير الكويت عام 1318 هجرية.
التحق عام 1321 هجرية باالملك عبد العزيز الذي كان حينذاك في طريقه صوب القصيم. وقد وصل الجميع إلى الزلفي عام 1321 هجرية. وكانت تلك السنة سنة قحط، كما كانت ابل الجيش الذي مع الملك عبدالعزيز وخيله قليله جدا بحيث كان سببا من أسباب عدم مواصلة سيره نحو القصيم، وعودته إلى الرياض. وتوجه ال مهنا وال سليم إلى شقراء.
بعد مغادرة الأمير عبدالعزيز المتعب الرشيد القصيم إلى حدود العراق في العاشر من شوال 1321 هجرية، وكان هدفه طلب الامدادات والمؤن من القوات العثمانية، وكان من نتائج مغادرة ابن رشيد للقصيم ان ازداد حماس الملك عبدالعزيز وأتباعه من ال مهنا وال سليم كي يتوجهوا إلى ذلك الإقليم. فتوجهوا على رأس قوة إلى هناك. فلما تجاوزا الوشم وافتهم الأخبار بنزول حسين بن جراد أحد قادة الأمير عبدالعزيز بن رشيد ومن معه فيضة السر. فشنوا هجوما مباغتا عليهم، وقتل ابن جراد وانهزمت سريته. وذلك في 28 ذي القعدة 1321. ومع ذلك عاد الملك عبد العزيز إلى الرياض وعاد ال مهنا وال سليم إلى شقراء.

## التوجه نحو القصيم
في العشر الأواخر من ذي الحجة 1321 خرج الملك عبدالعزيز من الرياض مستنهضا اتباعه للغزو. وانضم اليه وهو في الوشم ال مهنا وال سليم وأتباعهم، وقد أظهروا أنهم يريدون التوحه إلى أطراف الكويت، وذلك للتمويه على خصومهم. ثم غيروا اتجاههم نحو القصيم. وفي 5 محرم عام 1322 أمر الملك عبدالعزيز ال سليم وال مهنا واتباعهما ان يدخلوا عنيزة ليستولوا عليها. فدخلوها دون صعوبة، وكمنوا لرئيس السرية فيها فهيد بن سبهان، فتمكنوا من قتله، وفي صباح اليوم التالي استسلم الباقون في قصر عنيزة وتمت السيطرة على مقاليد الأمور في عنيزة وهكذا عادت امارة عنيزة إلى ال سليم تحت حكم الملك عبد العزيز.
ولقد شجع ما حدث في عنيزة كبار أهل بريدة على ايضاح موقفهم للملك عبدالعزيز. فبعد يومين من دخوله عنيزة قدم اليه وفد منهم يبدون وقوفهم معه. فسير معهم ال مهنا اليها، واستقبلهم أهلها بحماس. وبدأوا يحاصرون عبد الرحمن بن ضبعان، الذي تحصن مع رجال حاميته بقصرها المنيع. وقد دام الحصار شهرين ونصف. ولما نفذ ما كان لدى المحاصرين من أطعمة، وأصبح شبح الجوع يهددهم، اضطر قائدهم إلى التفاوض مع الملك عبدالعزيز بشأن انهاء الحصار. وتوصل معه إلى اتفاق يسلم بموجبه القصر إلى الملك، ويخرج المحتصرون بأسلحتهم الشخصية آمنين على أرواحهم، وتؤمن لهم ركائب تنقلهم إلى بلادهم. وهكذا عادت امارة بريدة إلى آل مهنا تحت حكم الملك عبدالعزيز, وأصبح صالح الحسن المهنا أميرا لها.

## المفاوضات مع الدولة العثمانية
بعد هذه الاحداث قامت الدولة العثمانية ببعث قوة إلى نجد قادمة من العراق بقيادة المشير أحمد فيضي باشا وبعد أن وصل المشير إلى القصيم أرسل مندوبا إلى الملك عبدالعزيز, الذي كان قد توجه صوب القصيم، وأخبره أنه لم يأتي إلى نجد للحرب، وانما قدم اليها للصلح وتحقيق الأمن. وبعث مندوبا إلى صالح المهنا أمير بريدة، وآخر الي أميرعنيزة، فأرسل اليه صالح الحسن المهنا الشيخ ابن عمرو ومحمد بن علي أبا الخيل مندوبين. وفي اليوم الأول من صفر عام 1323, نزل المشير قرب بريدة، وخرج اليه أميرها صالح الحسن المهنا، وتفاوض معه. ويبدوا أن صالح الحسن قد أعرب عن استعداده لأن يكون تابعا للدولة العثمانية مستقلا عن كلا من ابن سعود وابن رشيد. فاقترح المشير أن يكون في كل من بريدة وعنيزة مركز عثماني مؤقت فيه عدد من الجنود يرفعون العلم العثماني. وما كاد ذلك أن يتم حتى اتى أمر إلى المشير بأن يغادر نجد بالكامل ويذهب إلى اليمن للعمل على مواجهة الثورة القائمة هناك. فترك القصيم في 8 صفروخلفه في القيادة الفريق صدقي باشا الذي انتقل إلى الشيحية واتخذها مركزا له ونتيجة لما اتفق عليه دخلت إلى كل من بريدة وعنيزة مفرزة صغيرة من الجنود العثمانيين، ورفع العلم العثماني فيهما.
بعد المحادثات مع العثمانيين انقسم زعماء القصيم وأهله إلى ثلاث أقسام: قسم يرى التمسك بالقيادة السعودية، وهم أمراء عنيزة وأهلها وكثير من أهل بريدة والبلدان التابعة لها. وقسم يرى الاستقلال عن تلك القيادة والتبعية المباشرة للدولة العثمانية، وهم أمراء بريدة ال مهنا بقيادة صالح الحسن المهنا، وقليل من أهلها. وقسم يرى الانضمام إلى ابن رشيد والتعاون معه، وهم بعض زعماء الرس من أسرة العساف.
وكان الأمير عبد العزيز المتعب الرشيد قد ساءه ما توصل اليه العثمانيين من اتفاق. فعزم على أن يستعيد نشاطه العسكري في هذا الإقليم منفردا. وبعث سرية إلى الرس بقيادة حسين بن عساف، أمير البلدة سابقا، فدخلتها، واستولت على مقاليد الأمورفيها. ثم جهز أمير بريدة صالح المهنا سرية من مئتي رجل، وانضم اليها مئة من أهل عنيزة، ووصل الجميع إلى الشقة حيث هاجمهم ابن رشيد، لكنهم نجوا منه بالانسحاب تحت جنح الظلام.
على ان ما حدث أظهر إلى أمير بريدة خطأ موقفه. فأرسل أخاه مهنا وعددا من كبار جماعته إلى أميرعنيزة يلتمس منه ان يتوسط له عند الملك عبدالعزيز، فوافق على ذلك، وبعث معهم وفدا إلى الرياض. فاستقبلهم الملك عبدالعزيز برحابة صدر، وعفا عن ما بدر من أمير بريدة صالح المهنا.

## نهاية أمارة صالح المهنا
بعد معركة روضة مهنا عام 1324 هجرية رأى الملك عبد العزيز أن الوقت قد أصبح مناسبا لعزل صالح بسبب تحالفه مع القوات العثمانية سابقا ولتفادي أي خطر محتمل منه، ومن المحتمل صدق ما ذكرته بعض المصادر عن اتصال الأمير صالح المهنا بقائد القوات التركية في الشيحية صدقي باشا، محاولا فيما يبدوا، التنسيق معه خوفا من أن يتخذ الملك عبدالعزيز أي إجراء ضده نتيجة مواقفه السابقة، لكن ذلك الاتصال لم يؤدي إلى أي خطورة عملية على أية حال. 
وفي اليوم الثاني من ربيع الثاني سنة 1324 هجرية دخل الملك عبدالعزيز قصر امارة بريدة حيث كان يوجد الأمير صالح المهنا وبعض اخوانه، ودعا فرقا من أتباعه أن تدخل القصر على دفعات، مظهرا أنه سيجهزهم ليذهبوا لجمع الزكاة من القبائل. وكان قد رتب معهم أن يغلقوا أبواب القصر إذا اكتمل دخولهم، ويسارعوا في القبض على صالح المهنا واخوانه مهنا وعبد العزيز وعبد الرحمن، وتم ذلك دون اراقة دماء. فبعث المعتقلين إلى الرياض لسجنهم هناك. أما الأخ الرابع سليمان استطاع أن يهرب إلى المعسكر التركي في الشيحية ولم يقبض عليه. وعين الملك عبد العزيز ابن عم صالح، محمد بن عبد الله المهنا أبا الخيل أميرا في بريدة .
بعد بقاء صالح الحسن المهنا فترة في السجن استطاع مع أخيه مهنا الهرب من سجنهم في الرياض ولكن تم اللحاق بهم وقتلهم في البره جوار الرياض عام 1325 هجرية، ويقال ان قتلهم كان قصاصا لقتلهم حارس السجن، أما عبد الرحمن وعبد العزيز فتم العفو عنهم.

## انظر ايضاً
- قائمة أمراء بريدة